# Nachal Cfira
Nachal Cfira (hebrejsky נחל צפירה) je vádí v jižním Izraeli, na severovýchodním okraji Negevské pouště, respektive v Judské poušti.
Začíná v nadmořské výšce okolo 400 metrů na svazích hory Har Cfira v kopcovité pouštní krajině severovýchodně od města Arad, nedaleko od lokální silnice číslo 3199. Vede pak k severovýchodu a severu, přičemž se rychle zařezává do okolního terénu. Ústí zprava do vádí Nachal Ce'elim, které jeho vody odvádí do Mrtvého moře. Poblíž soutoku se nachází jezero Brejchat Cfira (ברכת צפירה), jež je turisticky využíváno.